# Luciano De Feo (journaliste)
Pour les articles homonymes, voir De Feo.
Luciano De Feo (1894-1974) est un avocat et un journaliste italien de cinéma, actif en particulier pendant la période fasciste.

## Biographie
- En 1917, il obtient son diplôme.
- En 1919, il est  nommé conseiller délégué de Cito-Cinema, une société d'exportation des films italiens.
- Il fonde l'Istituto Luce à Rome en 1924 et en est le directeur jusqu'en 1928.
- Il fonde en 1924 le Sindacato istruzione cinematografico, dont le but est d'utiliser le cinéma comme aide didactique.
- Il est fonde en 1927 l'Istituto internazionale del cinema educativo et est nommé à sa direction en 1928.
- Il fonde en 1929 La rivista internazionale del cinema educatore.
- Il participe à la création de la Mostra de Venise en 1932.
- Il dirige la revue Cinema de 1936 à 1938.
- Il fonde en 1946 la maison d'édition Il Pensiero Scientifico.